# اچ‌ام‌اس سکیرمیشر (۱۹۰۵)
اچ‌ام‌اس سکیرمیشر (۱۹۰۵) (به انگلیسی: HMS Skirmisher (1905)) یک کشتی بود که طول آن ۳۶۰ فوت (۱۱۰ متر) بود. این کشتی در سال ۱۹۰۵ ساخته شد.